# МиГ-25
„МиГ-25“ (според условното наименование на НАТО: Foxbat) е едноместен съветски изтребител и разузнавателен самолет, разработен от конструкторското бюро на А. И. Микоян и М. Й. Гуревич, създаден в началото на 1960-те години.

## Създаване
Официално разработката на МиГ-25 (прототипът носи работното обозначение Е-155) стартира на 10 март 1961 г., но проучванията за създаването на свръхскоростен изтребител, способен да лети продължително време със скорост М > 2,5 на височини над 20 000 м се провеждат от средата на 1950-те г., когато се оказва, че съветските самолети не могат да противодействат на американските височинни разузнавачи от типовете U-2 и RB-57 Canberra. Опасенията от разработването на свръхскоростния бомбардировач XB-70 Valkyrie и вече приетият на въоръжение свръхзвуков бомбардировач B-58 Hustler също оказват своето влияние, но най-силен тласък на създаването на МиГ-25 дават сведенията на съветското разузнаване за напредналите работи по американската програма за създаването на свръхскоростен височинен разузнавач (довела по-късно до появата на SR-71 Blackbird).
Новият изтребител трябва да развива скорост от порядъка на М = 3 и да решава задачи в диапазона 0 – 25 000 м. Решено е самолетът да бъде с два двигателя. Аеродинамичната схема е разработена с помощта на специалисти от ЦАГИ, а избраният материал за конструкцията е стомана, тъй като високите температури до които се нагрява тя при продължителен полет със скорост над М > 2,5 правят използвания дотогава дуралуминий непригодим. Разработвана е и конструкция от титан, но СССР по това време не разполага с достатъчно добра технология за обработката и заваряването му. Решено е още освен традиционно използваното дотогава нитоване, самолетът да бъде със заваряема конструкция. Машината е разработвана едновременно в два варианта – изтребител-прехващач и разузнавателен самолет.
През 1962 г. проектът минава макетна комисия, през декември 1963 г. е готов първият прототип. На 6 март 1964 г. пилотът А. В. Федотов прави първия полет с Е-155Р-1 (прототипът на разузнавателния вариант), а на 9 септември излита и Е-155П – прототипът на изтребителя-прехващач, – с пилот П. Остапенко. Изпитанията са съпроводени с много трудности, свързани главно с нововъведенията в революционната за времето си машина. Те приключват през 1969 г. (малко преди официалния им край при катастрофа с новата машина загива тогавашния командващ на авиацията на ПВО ген. Кадомцев). Самолетът официално е приет на въоръжение едва на 13 април 1972 г. под обозначението МиГ-25П („изделие 84“) за прехващача.

## Модификации

### Изтребителни
- МиГ-25П – базовата версия на изтребителя-прехващач. Оборудван е с бордова РЛС „Смерч-А“, навигационен комплекс „Полет-2И“; въоръжен е с четири ракети въздух-въздух Р-40 с радиолокационна (Р-40Р) и топлинна (Р-40Т) глава за самонасочване.

- МиГ-25ПД —– След бягството на пилота Виктор Беленко в Япония с МиГ-25П, на 4 ноември 1976 г. излиза правителствено постановление за модернизацията на самолета. Модернизираната версия получава обозначението МиГ-25ПД. Бордовата РЛС е сменена с по-съвременната „Сапфир-25“, променени и модернизирани са оборудването и авиониката. Ракетите със среден обсег Р-40Р/Т също са модернизирани и са добавени 4 ракети за близък бой Р-60.
- МиГ-25ПДС – Това са вече произведените самолети МиГ-25П, модернизирани от авиоремонтните предприятия до стандарта на МиГ-25ПД.
- МиГ-25М – модификация с двигатели Р15БФ2-300, разработвана и изпитвана в периода 1970 – 1976 г. Програмата е спряна, поради липсата на мощности за производство на двигатели в завода производител.
- МиГ-25БМ – Модификация като самолет за пробив на противниковата ПВО. Въоръжен с апаратура за ЕПМ и 4 ракети Х-58У. Произвеждан серийно в периода 1982 – 1985 г., като са произведени 40 машини. На негова база е създадена модификацията МиГ-25РБМ.

- МиГ-25ПУ – Двуместна учебна модификация на МиГ-25П. Самолет от този тип, оборудван със специална апаратура и променено обозначение на МиГ-25ПУ-СОТН, взема участие в изпитанията по програмата „Буран“.

### Разузнавателни
- МиГ-25Р(Изделие 02) – базовият вариант на самолета. Предназначен за водене на фото- и радиоелектронно разузнаване. Оборудван е с различна разузнавателна апаратура в различни варианти.
- МиГ-25РБ (Изделие 02Б) – Благодарение на голямата товароподемност и добри летателни характеристики, още в началото на 1970 г. е взето решение самолетът да бъде модернизиран и изпитанията на новата версия приключват до края на годината. Самолетът получава възможността освен да води разузнаване, да нанася и бомбови удари. МиГ-25РБ може да носи до 4 тона бомбов товар (при по-късните серии – до 5 т), както и ядрена бомба с малка мощност.
- МиГ-25РБВ (Изделие 02В) – Модифициран вариант на МиГ-25РБ с подобрена апаратура за радиотехническо разузнаване. Осем машини от тази модификация получават и апаратурата за радиационно разузнаване „Высота“ и са използвани за полети по границата с Китай и следене на ядрените опити там.
- МиГ-25РБК (Изделия 02К, Изделие 52) – Модификация на МиГ-25РБ за детайлно радиотехническо разузнаване, оборудван с апаратура „Куб-3М“ и без фотооборудване. Един самолет от тази модификация оборудван със специална телеметрическа апаратура взема участие в изпитанията по програмата „Буран“
- МиГ-25РБН – Модификация на МиГ-25РБВ, предназначена за нощно разузнаване.

- МиГ-25РБС – Модификация, разработвана и произвеждана заедно с МиГ-25РБК. Снабден с РЛС за страничен обзор „Сабля“.
- МиГ-25РБТ – Модификация на МиГ-25РБ с по-съвременната станция за радиотехническо разузнаване „Тангаж“. Изменено е и оборудването за радиоелектронна борба.
- МиГ-25МР – Модификация на МиГ-25РБ за метеорологично разузнаване.
- МиГ-25РД – Модификация с нови двигатели Д-30Ф-6. Във връзка с това, че тези двигатели намират приложение на МиГ-31, е решено, че оборудването с тях на самолети от тип МиГ-25 е нецелесъобразно.
- МиГ-25РБШ – Модификация след 1981 г. на МиГ-25РБС с по-съвременната РЛС за страничен обзор „Шомпол“.
- МиГ-25РУ – Двуместна учебна модификация на МиГ-25Р.

## Бягството на Беленко
На 6 септември 1976 г. съветският пилот старши лейтенант Виктор Беленко излита с МиГ-25П от летище Чугуевка в Приморски край край Владивосток на рутинен учебно-тренировъчен полет и каца на цивилното летище край гр. Хакодате на остров Хокайдо, Япония. Разстоянието от базата до Япония е 644 km и Беленко се отцепва от тренировъчната формация и лети по спомен от изучаване на карти на 30 метра надморска височина, докато напуска съветското въздушно пространство. Поради недостиг на гориво каца на цивилно летище. 
Пилотът търси (и впоследствие получава в САЩ) политическо убежище, а МиГ-ът е превозен на военно летище с американски военно-транспортен самолет C-5 Galaxy. Там е изпробван, разглобен и щателно проучен от американски и японски специалисти. След активни дипломатически постъпки, самолетът е върнат на СССР на 15 ноември 1976 г. Японските власти дори таксуват СССР с 40 000 долара за нанесените щети на летището в Хакодате и за транспортните разходи.
Бягството на В. Беленко налага спешното модернизиране и преоборудване на МиГ-25П (до стандарт МиГ-25ПД, вече намиращите се на въоръжение – МиГ-25ПДС) и незабавната смяна на опознавателната система „свой-чужд“ на всички самолети. Щетите от неговото деяние се оценяват на около 2 милиарда рубли.

## Бойно използване

### Египет
През март 1971 г. група от 70 съветски авиационни специалисти и пилоти с 2 МиГ-25Р и 2 МиГ-25РБ е изпратена в Египет. Групата е обозначена като 63-ти отделен авиоотряд и е част от 21-хилядния контингент съветски военни съветници. Опознавателните знаци на самолетите са сменени с египетски и малко след пристигането си започват изпитателни, а от май 1971 г. и реални разузнавателни полети над Синайския полуостров. След фотографирането и радиотехническото разузнаване на Синай, при което са разкрити позициите на всички израелски радари и ЗРК, МиГ-овете започват разузнавателни полети над самия Израел. ПВО на еврейската държава не може да им противодейства – ЗРК Hawk, с който разполага, има обхват във височина 12 000 м, който е недостатъчен да достигне летящите на над 20 000 м самолети. Израелските изтребители F-4 Phantom II и Mirage III също не успяват да достигнат руснаците. Особено показателен е случай, когато звено F-4 Phantom II се опитват да прехванат МиГ-25РБ и изстрелват по него две ракети AIM-7 Sparrow. МиГ-ът, управляван от майор Мащаков (Маштаков) пикира от височина 22 км, при което развива скорост от 3150 км/ч (М = 2,9); ракетите просто не успяват да го настигнат и се взривяват във въздуха.
Групата остава в Египет до юли-август 1972 г., когато египетския президент Ануар Садат се отказва от услугите на съветския военен контингент. В резултат на изключително успешното представяне на МиГ-25РБ в тази мисия, той е препоръчан за незабавно приемане на въоръжение.

### Западна Европа
Първите МиГ-25 са прехвърлени в Западна Европа през 1975 г. Те влизат в частите на 16-а въздушна армия, базирана в ГДР. Отново първи са разузнавателните варианти МиГ-25РБ. През 1978 – 1979 г. са прехвърлени и прехващачите МиГ-25ПД, чиято основна задача е да противодействат на американските SR-71, базирани в Англия, както и отразяването на евентуален удар с крилати ракети с наземно базиране, разположени в американските бази в Европа. През 1980-те е прехвърлена и една ескадрила МиГ-25БМ.
Прехващачите МиГ-25ПД са изтеглени от ГДР през август 1989 г. след изтеглянето на SR-71 и крилатите ракети от американска страна. Разузнавателните варианти са изтеглени след обединението на Германия (последният отлита на 1 юли 1991 г.).

### Ливан 1981
По време на ливанската криза през 1981 г. в небето над Ливан се водят въздушни боеве между сирийски и израелски самолети. Сирийските МиГ-25П участват в два от тях, проведени съответно на 13 февруари и 29 юли, като противници им са израелските F-15A. И в двата боя двете страни използват тактика с примамващи и засадни групи, а крайният резултат от двете схватки е два свалени МиГ-а и един F-15.

### Ирано-иракска война
По време на войната между Иран и Ирак, иракските МиГ-25Р действат много активно, изпълнявайки разузнавателни полети дълбоко в противниковата територия, достигайки и до столицата Техеран. Иранците, въпреки че разполагат със съвременни изтребители F-14, не успяват да свалят нито един самолет.

### Войната в Персийския залив и Южен Ирак
Когато започва съюзническата въздушна офанзива във Войната в Залива, иракските прехващачи МиГ-25П участват в бойните действия и един от тях на 17 януари 1991 г. сваля с ракета Р-40 изтребител F/A-18 от флота на САЩ. По време на войната са свалени два МиГ-25 от американски изтребители F-15C.
На 27 декември 1992 г. над Южен Ирак отново има въздушни боеве с участието на МиГ-25П. В този ден има две схватки – при първата F-16C сваля с ракета AIM-120 AMRAAM МиГ-25, а при втората боят между МиГ-25 и F-15E завършва без резултат. На 2 януари 1993 г. е направен опит за атака на разузнавателен самолет U-2 от МиГ-25П, но след появата на двойка F-15C иракския самолет се спасява с бягство.

## МиГ-25 в България
През ноември 1982 г. България получава три МиГ-25РБТ и един учебен МиГ-25РУ, които влизат в състава на 26-и разузнавателен авиополк, базиран тогава край гр. Толбухин (дн. Добрич). Тези самолети изпълняват бойни оперативни разузнавателни полети по протежение на южната граница на България, следейки както Гърция и Турция, така и флотските маневри на САЩ в Средиземно море. Типовият полет включва излитане от базата в Толбухин; завой над Плевен в посока София – Кулата, като завоят завършва южно от Пловдив в близост до границата; полет на изток по протежение на самата граница до пресичането на бреговата ивица на Черно море и завръщане в базата. Скоростта при тези полети достига до М > 2,5, а продължителността им е около два часа.
На 12 април 1984 г. поради внезапно влошаване на метеорологичната обстановка над летище Толбухин и известна несъгласуваност на персонала на резервното летище край Балчик, е загубен един самолет МиГ-25РБТ борд 736, който остава без гориво и пилотът му – капитан Чолаков – е принуден да го напусне близо до с. Църква.
В началото на 80-те години се планира доставката на ескадрила прехващачи МиГ-25. Те трябвало да се базират на летище Балчик, чиято писта е удължена и са подготвени стоянки за новите самолети. Опитът от експлоатацията на МиГ-25РБТ дотогава обаче показва несъстоятелността на тази идея и доставката е отказана.
След разпадането на Варшавския договор поддръжката на самолетите МиГ-25 става непосилно скъпа за България и останалите самолети са върнати на 1.08.1992 г. на Русия в замяна на шест МиГ-23МЛД втора ръка (изд. 23 – 18) с „афганистански“ доработки.

## На въоръжение
- Алжир – 11
- Армения – 1
- Русия – 70
- Сирия – 11

### Изведен от експлоатация
- Азербайджан
- България – 3 (от общо 4 доставени), върнати на Русия през 1991 в замяна на пет МиГ-23.
- Грузия
- Египет – 4 прототипа са дадени на египетските въоръжени сили от СССР през 1972 и са върнати през 1974.
- Индия – изтеглени от употреба през 2006.
- Ирак
- Иран
- Казахстан
- Либия
- СССР
  - ПВО
  - ВВС
- Туркменистан
- Украйна - 79 МиГ-25, прехващачи, разузнавачи и тренировъчни модификации. Изтеглени от употреба през 1996.